# Gynopygoplax nigriscutellata
Gynopygoplax nigriscutellata är en insektsart som beskrevs av Schmidt 1910. Gynopygoplax nigriscutellata ingår i släktet Gynopygoplax och familjen spottstritar. Inga underarter finns listade i Catalogue of Life.